# Piattaforma di ghiaccio Venable
La piattaforma di ghiaccio Venable è una piattaforma glaciale lunga circa 60 km e larga 24, situata nella Terra di Ellsworth, in Antartide. Posta in particolare davanti alla parte occidentale della costa di Bryan, tra la penisola Fletcher, a ovest, e la penisola Allison, a est, la Venable è alimentata principalmente da due flussi glaciali: il Williams, che fluisce nella sua parte occidentale, e il Wiesnet, che fluisce invece nella sua parte orientale.

## Storia
La piattaforma glaciale Venable fu mappata per la prima volta dallo United States Geological Survey grazie a fotografie aeree scattate dalla marina militare degli Stati Uniti d'America (USN) tra il 1961 e il 1966 e così battezzata dal Comitato consultivo dei nomi antartici (in inglese Advisory Committee on Antarctic Names, US-ACAN) in onore del comandante della USN J. D. Venable, ufficiale delle operazioni navali della forza di supporto della marina statunitense in Antartide nel 1967-68.